# لاليتبور (نيبال)
لاليتبور هي مدينة في نيبال، تتبع Lalitpur District, Nepal ‏، بلغ عدد سكانها 220,802 نسمة، تبلغ مساحتها 16 كيلومتر مربع، رمزها البريدي هو 44700.

لاليتبور (نيبال)
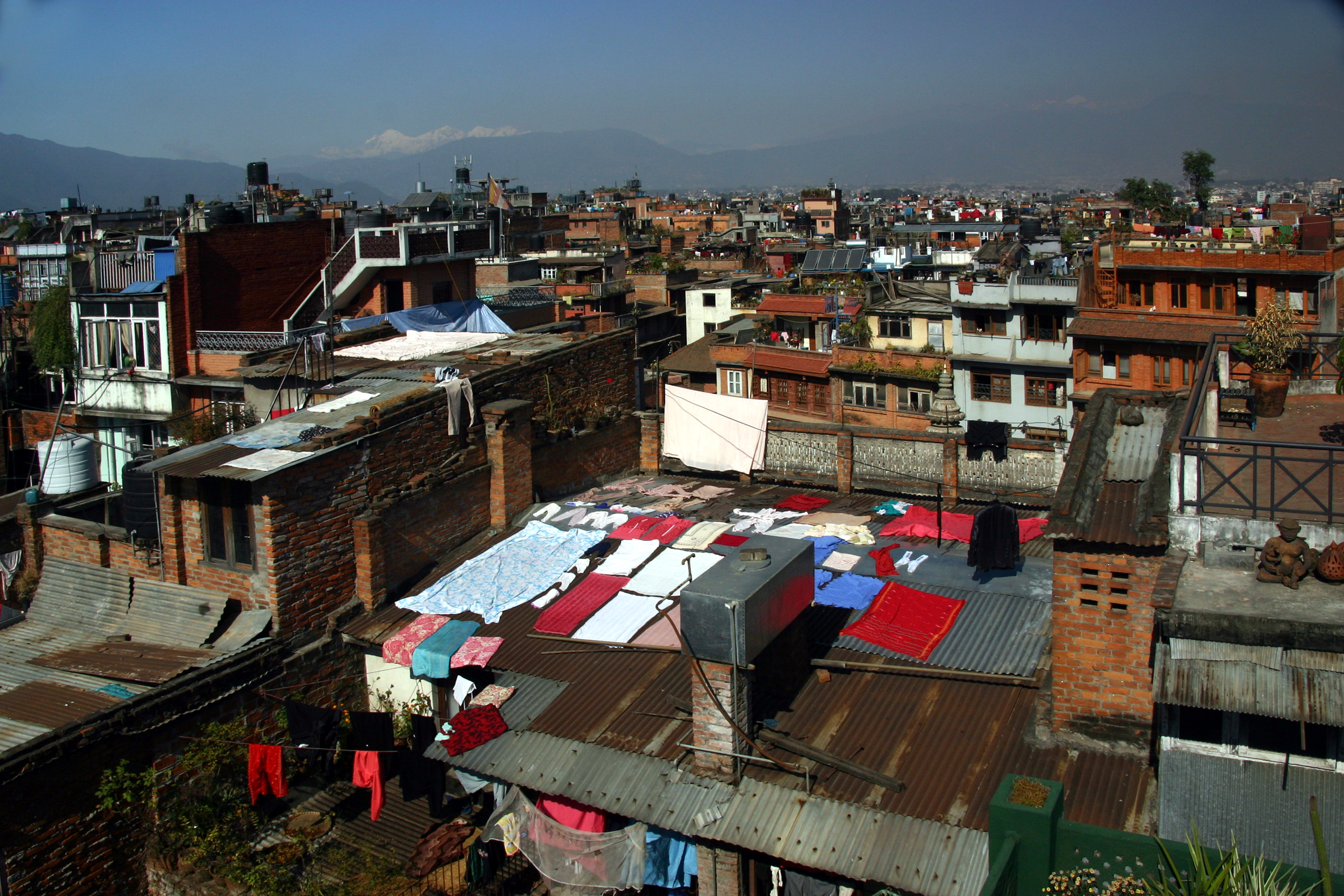
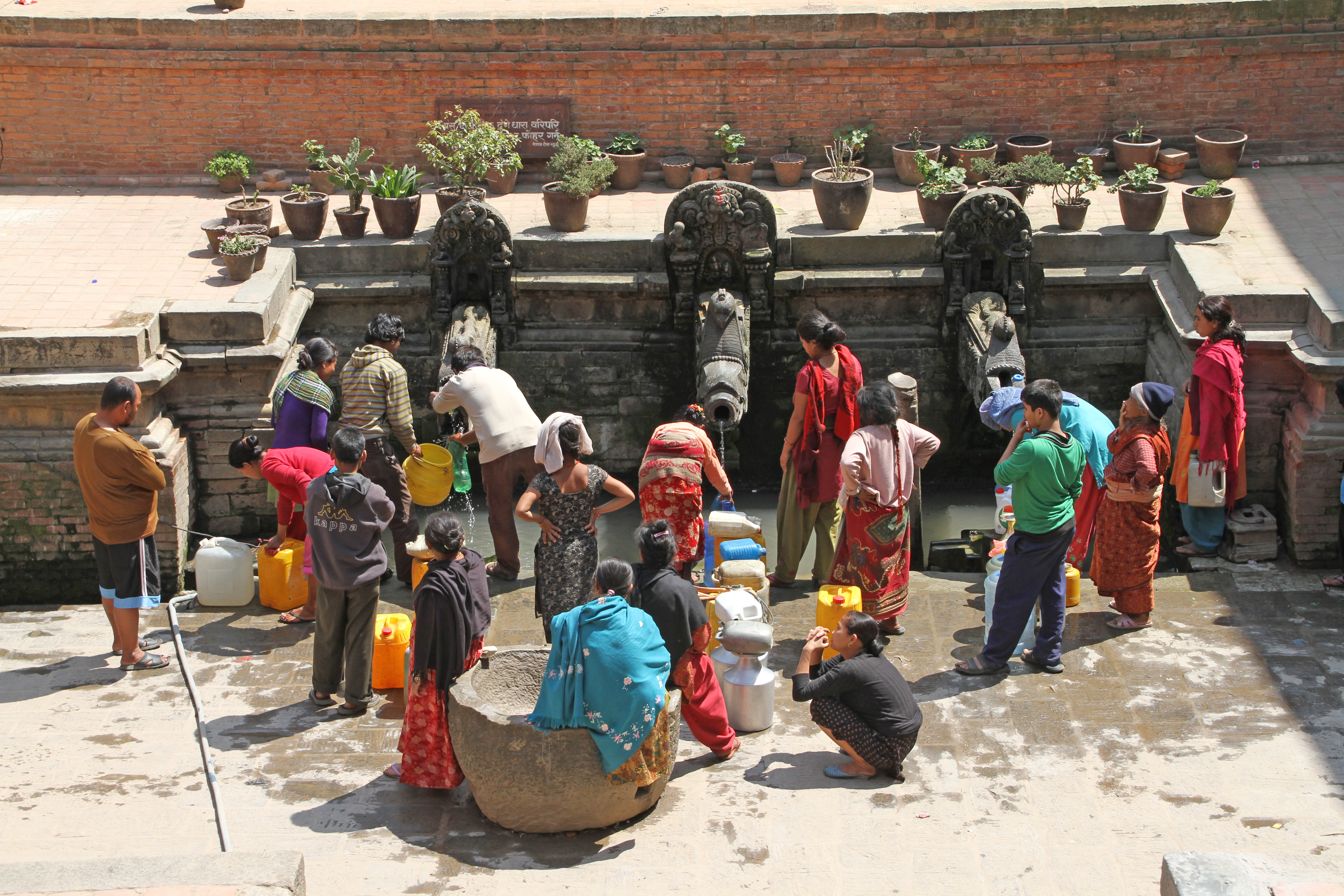
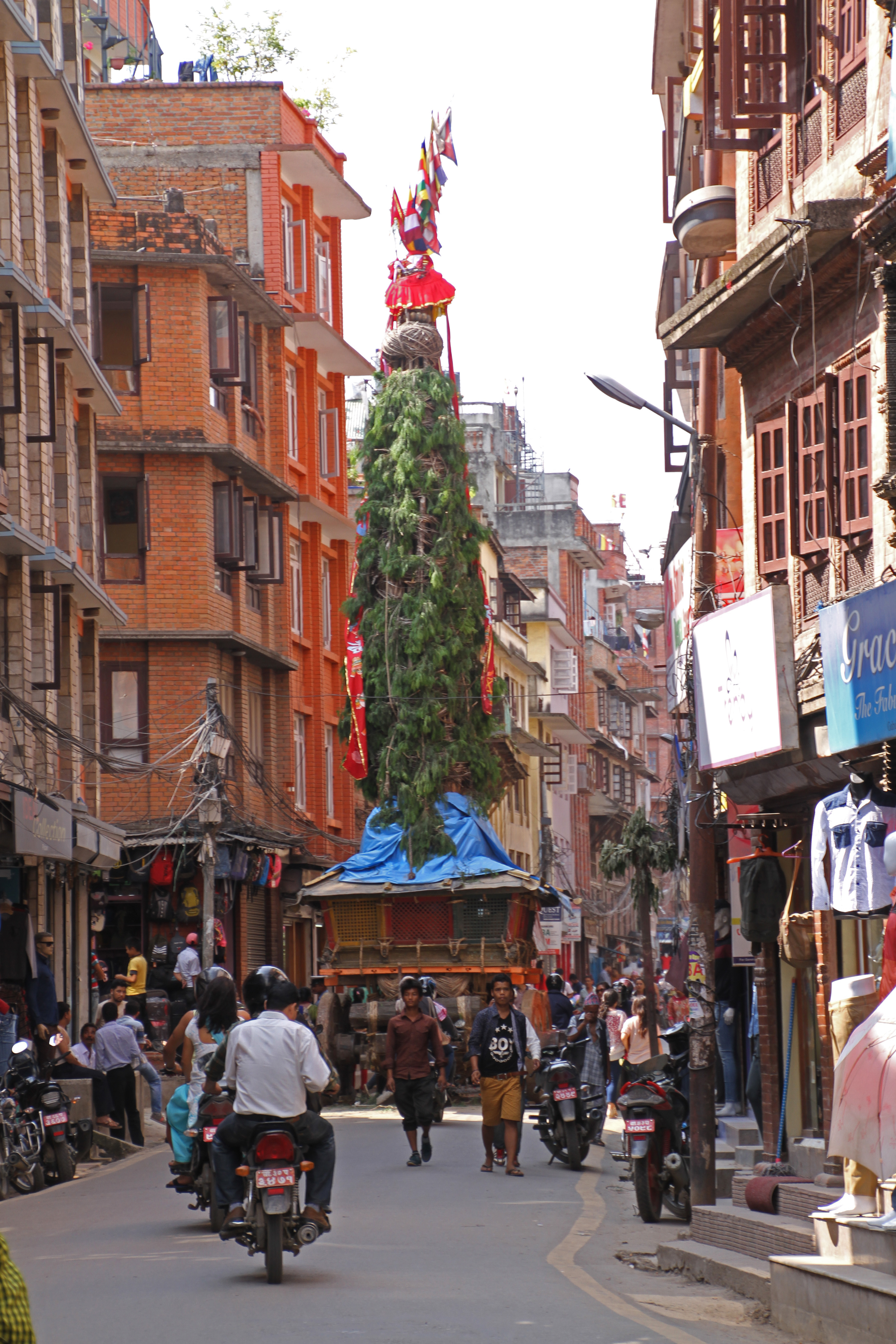
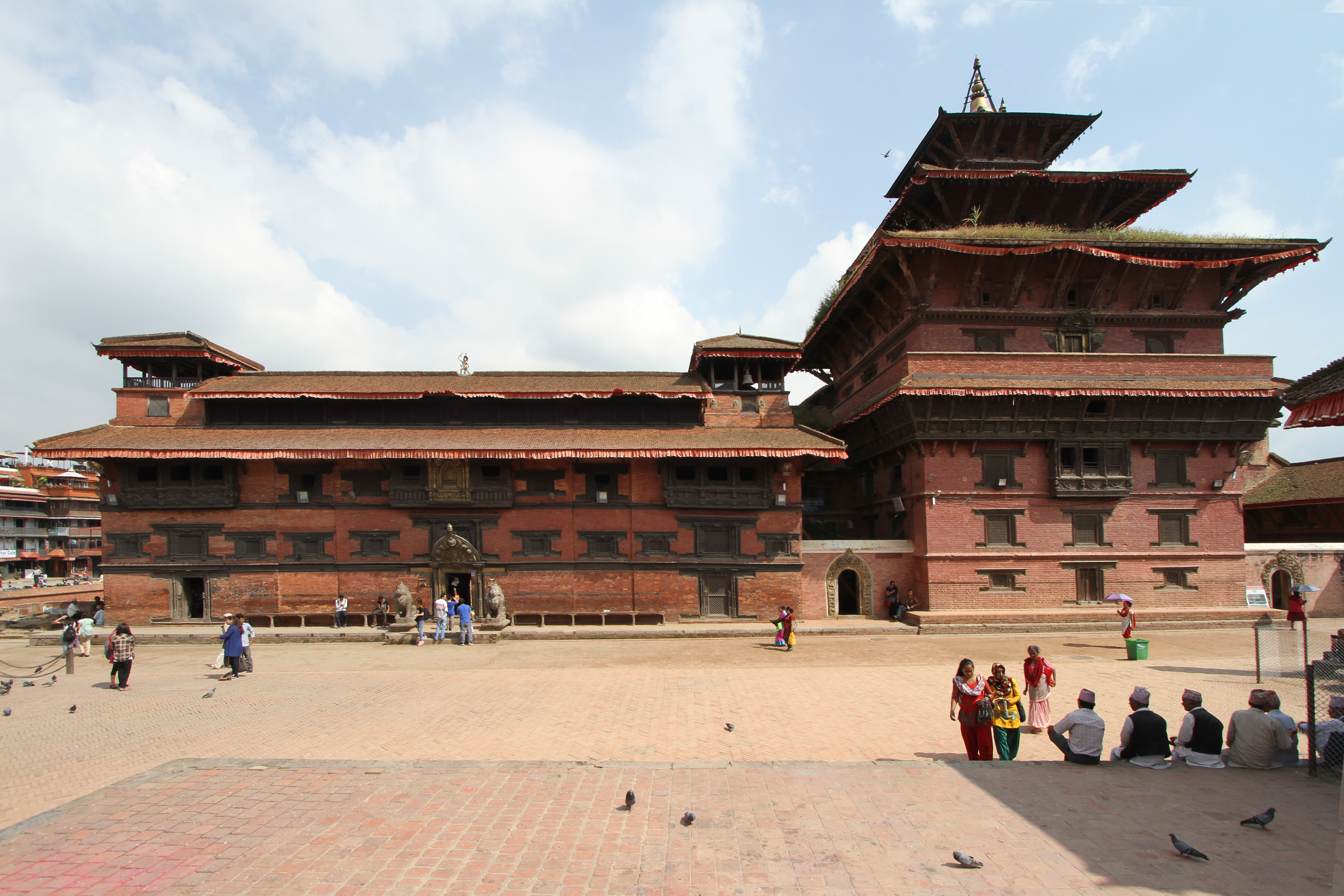
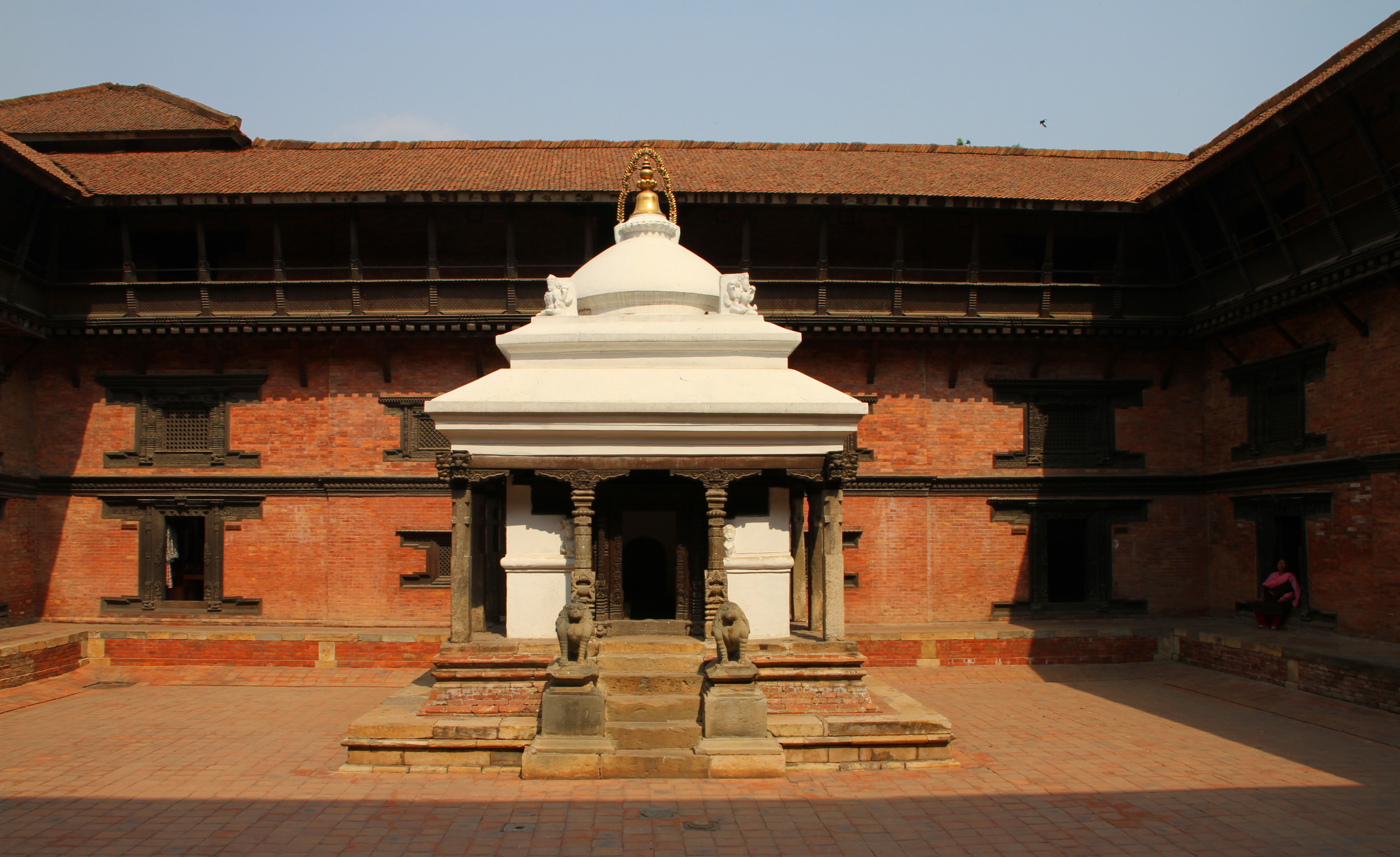
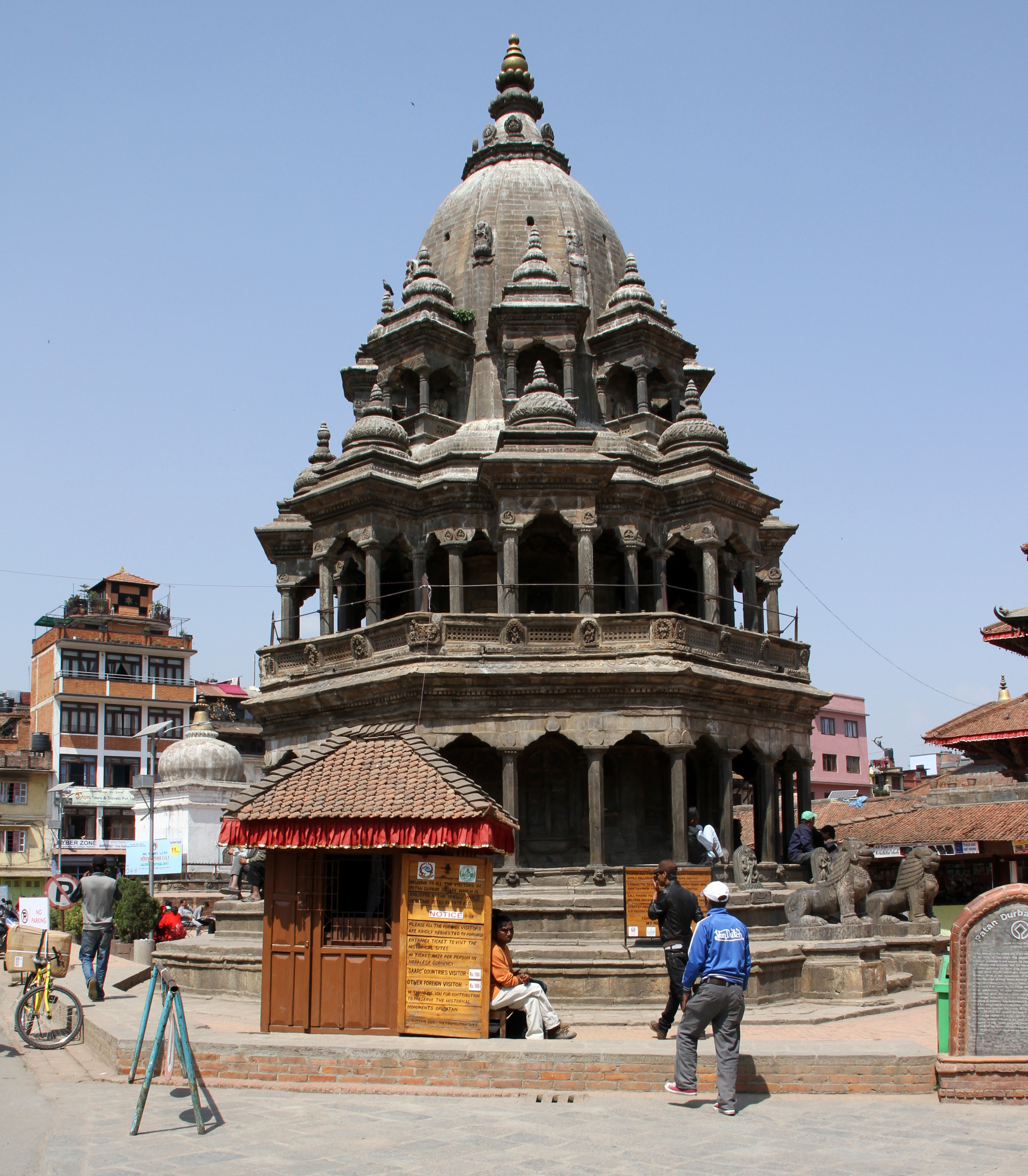
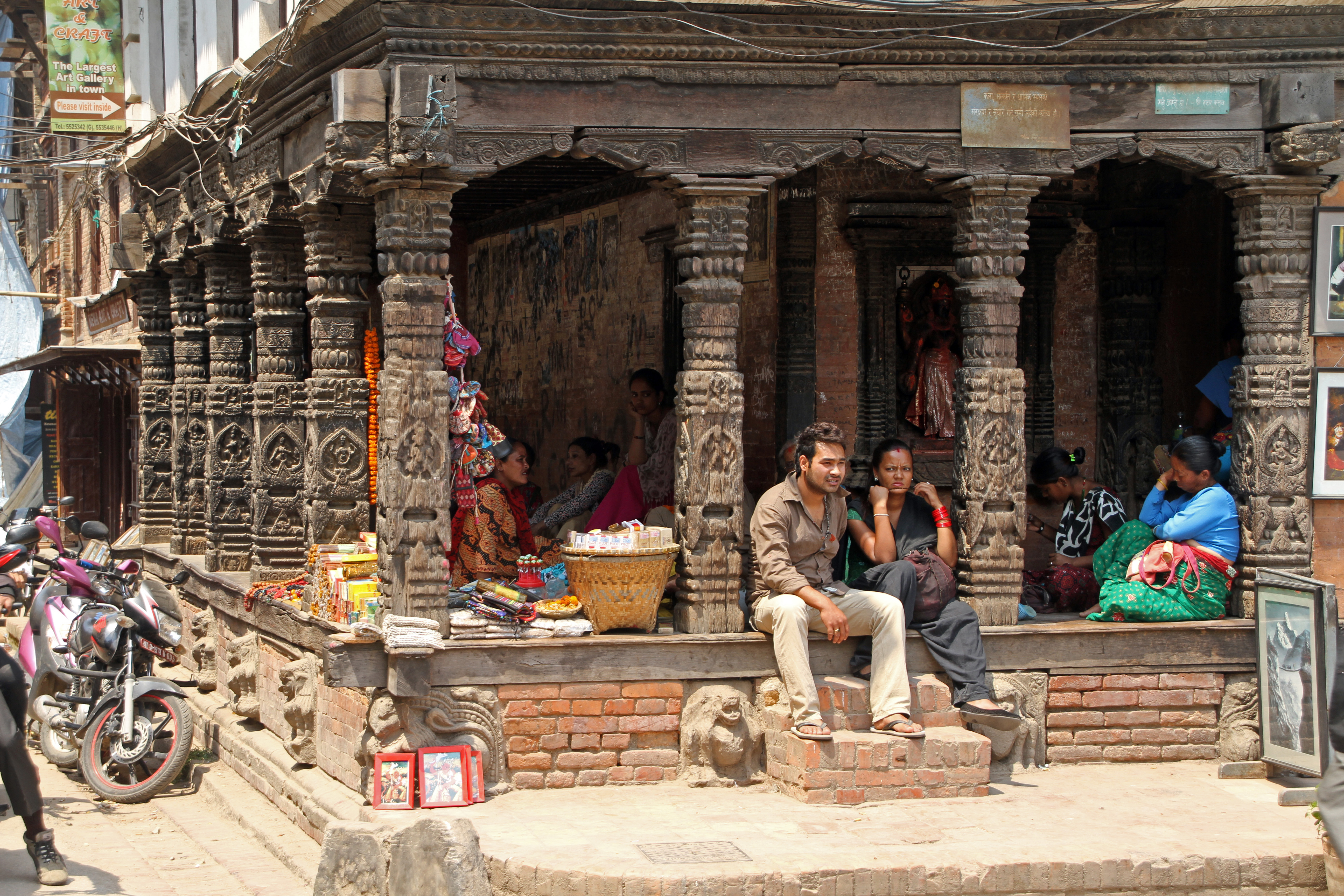
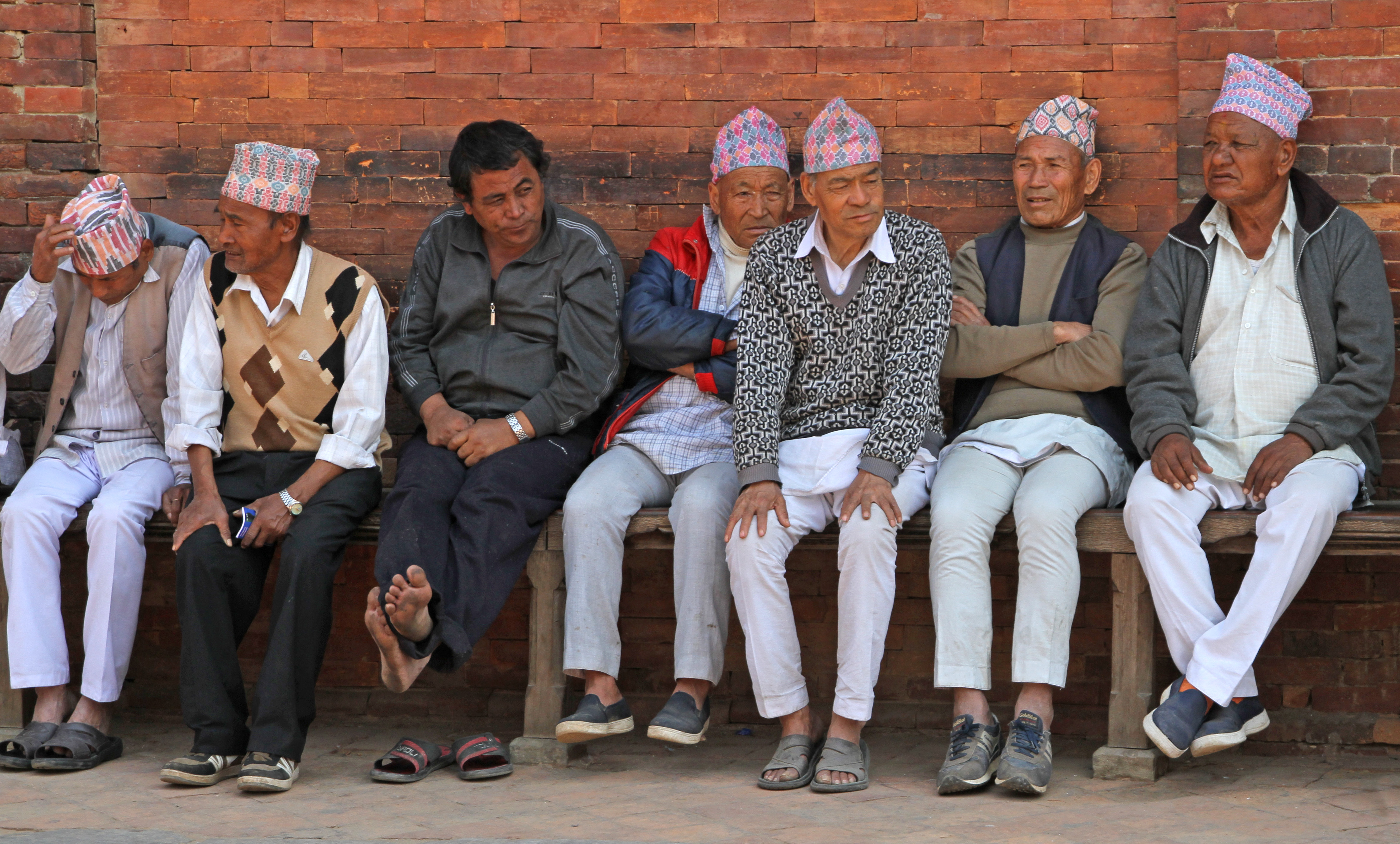